# Gouden rupsvogel
De gouden rupsvogel (Campochaera sloetii) is een vogel uit de familie van de rupsvogels. Het is een endemische vogel op Nieuw-Guinea.

## Kenmerken
De gouden rupsvogel is een opvallend wit met gele rupsvogel die leeft in de kronen van loofbomen. Hij is 20 cm lang. Het mannetje is oranje-geel gekleurd, met een zwart "gezicht" en keel en ook zwarte vleugels en staart. Op de vleugels een grote bleekwitte vlek en een witte wenkbrauwstreep. Het vrouwtje is een beetje verbleekte versie van het mannetje.

## Verspreiding en leefgebied
De gouden rupsvogel is een wat luidruchtige bosvogel die zich ophoudt in laagland- en heuvelland tropisch bos tot op 800 m boven de zeespiegel. Hij komt voor over de hele lengte van het hoofdeiland (West-Papoea tot Papoea-Nieuw-Guinea) in het noorden van het uiterste westen tot Wewak en in het zuiden tot aan Port Moresby.
De soort telt twee ondersoorten:
- C. s. sloetii: westelijk en noordwestelijk Nieuw-Guinea.
- C. s. flaviceps: zuidelijk Nieuw-Guinea.

## Status
De gouden rupsvogel heeft een groot verspreidingsgebied en daardoor is de kans op uitsterven gering. De grootte van de populatie is niet gekwantificeerd. Het is plaatselijk een algemene vogel, maar vaak op andere plaatsen weer schaars, hoewel er geen aanleiding is te veronderstellen dat de soort in aantal achteruit gaat. Om deze redenen staat deze rupsvogel als niet bedreigd op de Rode Lijst van de IUCN.